# 樫原一郎
樫原一郎（かしわら いちろう、1919年10月19日 - 2004年10月4日）は、日本の小説家。警察小説を多く書いた。

## 経歴
佐賀県出身。本名・八坂義信。京城帝国大学中退。1956年「刑事部屋」が映画化（森一生監督）され、井上梅次監督「妻あり子あり友ありて」（佐田啓二主演、1961）、田中徳三監督「手錠無用」（勝新太郎主演、1969）など多く映画化された。

## 著書
- 『黒い手袋』六興・出版部 1956。全国書誌番号:57001264、NCID BA78430963。
- 『刑事部屋 暗黒街の午前0時』鱒書房 現代捕物シリーズ 1956『午前0時』東京文芸社 1965。全国書誌番号:56005604、OCLC 674287771。
- 『夜の幕の中で 東京租界』北辰堂 1956。全国書誌番号:56003941、OCLC 674248915。　『東京租界』東京文芸社 1964
- 『浅草の顔』六興出版 1958。全国書誌番号:58009893、OCLC 674610836。
- 『警視庁物語』文芸春秋新社 1958。全国書誌番号:58013019、NCID BN15686851。
- 『太陽に背く者』六興出版部 1958。全国書誌番号:58003695、OCLC 672638791。　のち春陽文庫
- 『新刑事物語』文芸春秋新社 1960。全国書誌番号:60003477、NCID BA35525911。　のち春陽文庫
- 『指と眼と鍵 新刑事物語』文芸春秋新社 1960。全国書誌番号:60014567、NCID BN15755943。　のち春陽文庫
- 『ニッポン警視庁』文芸春秋新社 1961。全国書誌番号:61007255、NCID BN15648932。　のち春陽文庫
- 『盗まれた拳銃』春陽文庫 1962。全国書誌番号:62010061、OCLC 674258200。
- 『黒い路線』東京文芸社 1963。全国書誌番号:63004550、OCLC 674387191。　のち春陽文庫
- 『汚れてた刑事』春陽文庫 1963。全国書誌番号:63011638
- 『嗅覚』東京文芸社 1964。全国書誌番号:64006260、NCID BN15694962。
- 『刑事の履歴書』東京文芸社 1964 樫原一郎ニッポン警視庁シリーズ。全国書誌番号:67011232、NCID BA86928799。　のち春陽文庫
- 『黒い疾走』東京文芸社 1966。全国書誌番号:66012502、OCLC 673162501。
- 『国際刑事警察黒い作戦』東京文芸社 1966。全国書誌番号:66013354、OCLC 673178272。　『黒い作戦』春陽文庫 1969、光文社文庫 国際刑事警察・響三郎シリーズ
- 『地獄の足音』春陽文庫 1966。全国書誌番号:66011746、OCLC 673146264。
- 『総合手配第一号』春陽文庫 1966。全国書誌番号:66010561、OCLC 673118890。
- 『ニッポンの猟奇犯罪 裏側から見た明治百年』徳間書店 1967。全国書誌番号:67012863、OCLC 68257491。
- 『0号作戦』青樹社 1969。全国書誌番号:75061775、OCLC 673132671。　のち春陽文庫
- 『闇を裂く男』東京文芸社 1969。全国書誌番号:75061566、OCLC 19863961。　のち春陽文庫
- 『流炎の賦』潮出版社 1969。全国書誌番号:75061249、OCLC 673123873。
- 『黒い標的』青樹社 1970。全国書誌番号:75084798、OCLC 673460963。
- 『戦慄』東京文芸社 1970。全国書誌番号:75060615、OCLC 673114332。
- 『明日のために 婦警物語』青樹社 1971。全国書誌番号:75022690、OCLC 672853959。
- 『黒い爪痕 衝撃の告発』東京文芸社 1971。全国書誌番号:75072018、OCLC 673285620。
- 『警視庁ハキダメ一家』青樹社 1971。全国書誌番号:75077428、OCLC 673358517。　のち春陽文庫
- 『追跡作戦』東京文芸社 1971。全国書誌番号:75063428、OCLC 673156469。
- 『犯罪へのパスポート』集英社 1972。全国書誌番号:75071264、OCLC 673199535。
- 『オペレーションゼロ』双葉新書 1973。全国書誌番号:75067298、OCLC 673209827。
- 『女を剥ぐ』ベストセラー・ノベルズ 1973。全国書誌番号:75065445、OCLC 673183513。
- 『黒のパスポート』東京文芸社 1974。全国書誌番号:75070343、OCLC 673257667。　のち春陽文庫
- 『小説警視庁』潮出版社 1974。全国書誌番号:75019502、OCLC 673257667。　のち春陽文庫、集英社文庫
- 『地獄からの伝言』スポーツニッポン新聞社出版局 1975。全国書誌番号:75074580、OCLC 673321785。
- 『東京=パリ=ベイルート 国際刑事物語』スポーツニッポン新聞社出版局 1975。全国書誌番号:75073672、OCLC 673310063。
- 『犯罪の呼出符号』青樹社 1975。全国書誌番号:75074342、OCLC 673318743。
- 『おんなの指紋 保安警察』勁文社 エコーノベルス 1976。全国書誌番号:77030829、OCLC 672947934。
- 『毒唇 女・その罪と罰』東京文芸社 1976。全国書誌番号:75086549、OCLC 673486009。
- 『地獄の牝犬』東京文芸社 1977。全国書誌番号:78003241、OCLC 674174378。
- 『おんな特捜刑事』集英社 1978。全国書誌番号:78010517、OCLC 673288717。
- 『特別捜査官』青樹社 1978。全国書誌番号:78032837
- 『狙撃指令 追跡作戦』青樹社 1979。全国書誌番号:79023389、OCLC 674521405。　のち光文社文庫
- 『特別指令09』青樹社 1979。全国書誌番号:79011811、NCID BN08576412。
- 『牝の眼』東京文芸社 1979。全国書誌番号:79021086、OCLC 674468673。
- 『地獄の捜査官』青樹社 1980。全国書誌番号:80015126、NCID BN0840886X。　のち光文社文庫
- 『殺人指令 インターポール・ストーリー』集英社 1982。全国書誌番号:82035100、NCID BA35523767。　のち光文社文庫、集英社文庫
- 『牝豹の挽歌 犯罪へのパスポートpart1』東京文芸社 1982。ISBN 4808800438
- 『制服の狙撃者 犯罪へのパスポートpart2』東京文芸社 1982。ISBN 4808800527
- 『囮捜査・女刑事』東京文芸社 1983。ISBN 4808830930
- 『警察庁国際刑事課』ケイブンシャブックス 1983。ISBN 4766901290
- 『特別捜査官 弾甲四郎の挑戦』青樹社 1984。ISBN 4791302516
- 『謀殺指令』青樹社 1984 特別捜査官シリーズ。ISBN 479130263X　のち光文社文庫

## 映画化作品
- 『刑事部屋』大映京都 森一生監督 1956
- 『狙われた土曜日』大映京都 天野信監督 1957
- 『麻薬街の殺人』日米映画 浅野辰雄監督 1958
- 『野獣群』日米映画 浅野辰雄監督 1958
- 『犯罪地帯を探せ』日米映画 森園忠監督 1958
- 『昭和刑事物語 俺にまかせろ』東宝 日高繁明監督 1958[3]
- 『奴が殺人者だ』東宝 丸林久信監督 1958
- 『強奪された拳銃』日米映画 木元健太監督 1958
- 『ドジを踏むな』東宝 日高繁明監督 1958
- 『消えた私立探偵』日米映画 中村純一監督 1958
- 『手錠をかけろ』東宝 日高繁明監督 1958
- 『太陽に背く者』松竹京都 酒井辰雄監督 1959
- 『轢き逃げ族』大映東京 村山三男監督 1960
- 『第三捜査命令』松竹京都 福田晴一監督 1961
- 『妻あり子あり友ありて』松竹京都 井上梅次監督 1961
- 『雁ちゃんの警察日記』松竹京都 酒井欣也監督 1962
- 『噂の風来坊』日活 野口晴康監督 1964
- 『戦場の野郎ども』松竹大船 堀内真直監督 1964
- 『手錠無用』大映京都 田中徳三監督 1969

## 漫画化作品
- 『ホットライン25時 犯罪都市・Tokyo』八潮路つとむ,後藤かずお画 集英社 ヤングジャンプ・コミックス・ベアーズ 1994。ISBN 4088751841